# Friedrich Berthold Reinke
Friedrich Reinke (11 de abril de 1862 - 12 de mayo de 1919) fue un anatomista alemán. Los cristales de Reinke, el espacio de Reinke y el edema de Reinke llevan su nombre.

## Infancia
Friedrich fue el noveno de diez hijos nacidos del Sr. Theodor Friedrich Julius Reinke (1817-1887) un pastor luterano, y la Sra. Elisabeth Henriette Karoline Gottfriede Juliane Reinke, nacida Kämpffer (1821-1880).

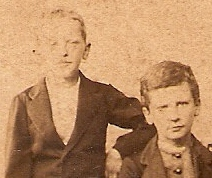
Friedrich Reinke (derecha) con su hermano mayor Johannes Reinke (izquierda)

## Educación
Nació en Ziethen un pequeño pueblo en el Principado de Ratzeburg y murió en Wiesbaden ( Hesse-Nassau, Provincias de Prusia ). Uno de sus hermanos fue Johannes Reinke, botánico y filósofo.
Friedrich fue educado en casa hasta los 14 años, principalmente por su padre y una tía. Reinke asistió a la escuela secundaria Neustrelitz y luego fue transferido a Große Stadtschule, hoy conocida como Goethe-Schule, en Rostock en 1882, donde se graduó en 1883.

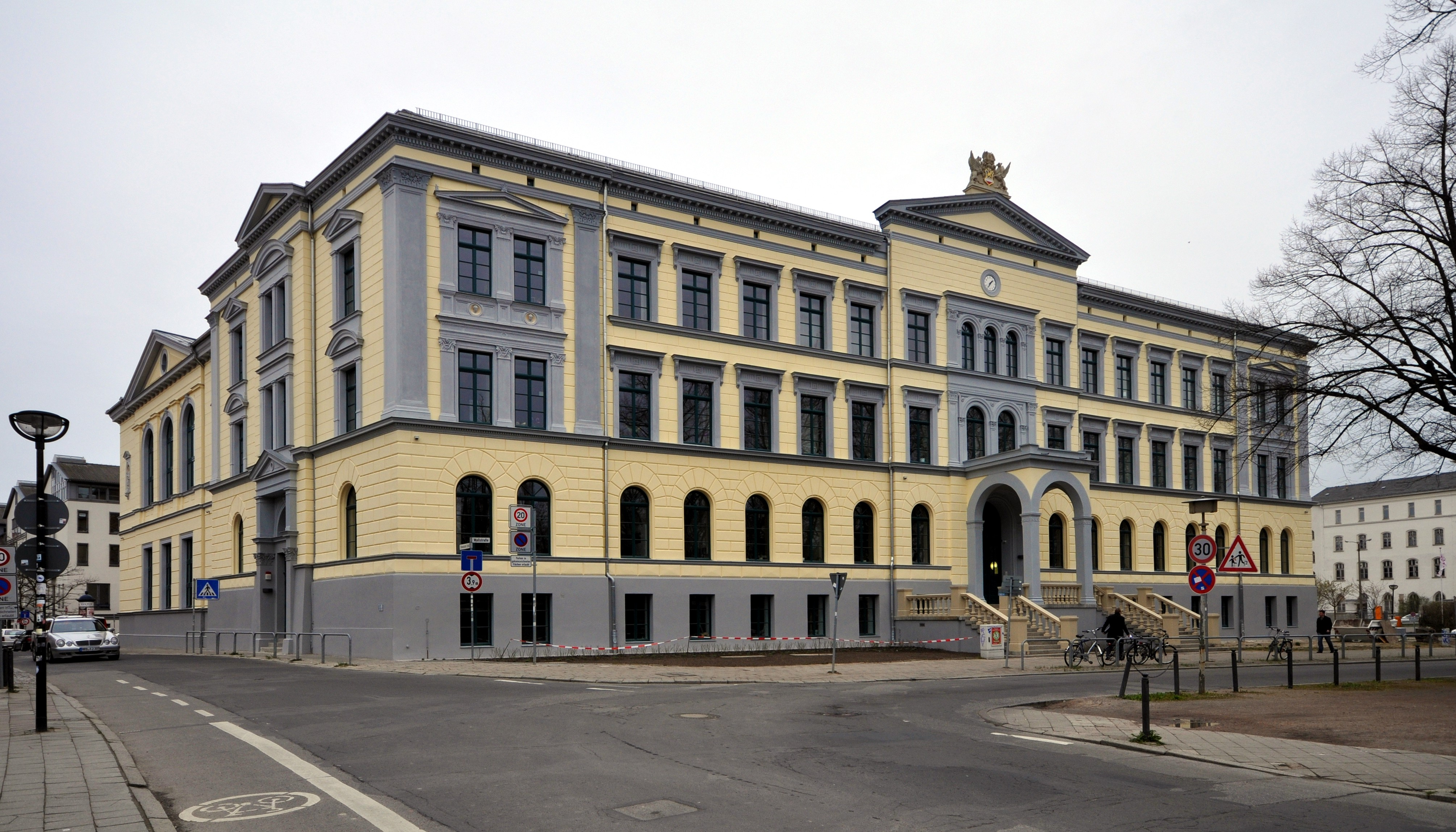
Große Stadtschule Rostock, Rostock. En 1883 Reinke se graduó en el examen de matrícula (Abitur)

Reinke comenzó sus estudios de medicina en 1883 en la Universidad de Goettingen y en la Universidad de Kiel, donde se licenció en medicina el 28 de marzo de 1891 con la especialidad de anatomía. Su tesis doctoral, Untersuchungen über das Verhältnis der von Arnold beschriebenen Kernformen zur Mitose und Amitose (Investigaciones sobre la relación de las formas nucleares descritas por Arnold con la mitosis y la amitosis), fue un estudio en profundidad de la división celular. Tras su graduación, Reinke realizó unas prácticas de seis meses en el Instituto de Patología de la Universidad de Zúrich. Allí estudió con Edwin Klebs. Reinke entabló una relación de compañerismo con Otto Lubarsch, que por aquel entonces era asistente en el Instituto. Al finalizar sus prácticas, Reinke trabajó como médico de a bordo en el transatlántico Weiland con destino a Brasil, donde visitó a algunos miembros de su familia. Regresó a Alemania en 1893 para realizar un segundo período de prácticas como médico auxiliar en Dahmen, Mecklemburgo. Posteriormente, el profesor Albert von Brunn le ofreció a Reinke el puesto de primer demostrador en el Instituto Anatómico de la Universidad de Rostock, quizá por intercesión del Dr. Lubarsch. Allí obtuvo su habilitación, o Venia Legendi, un título postdoctoral común a muchos sistemas académicos europeos que da derecho a supervisar a los candidatos al doctorado y, por tanto, es esencial para la carrera académica. Su tesis de habilitación, revisada y defendida ante un comité, se titulaba Zellstudien (Estudios celulares), una investigación de la estructura celular en la capa germinal de la piel humana. En concreto, investigó los leucocitos, las células del tejido conjuntivo, las fibras colágenas y elásticas, el pigmento y la diferenciación celular.

## Vida personal
Reinke se casó el 12 de agosto de 1902 con Julie Caroline Friederike Auguste von Zülow, hija de un jefe de correos imperial. Sin ser rico por derecho propio, Reinke pudo haber adquirido algunos medios a través del matrimonio, ya que pudo renunciar a su salario durante un desacuerdo profesional posterior. El 21 de mayo de 1904, Friedrich y Auguste dieron a luz a su único hijo, Hans Gebhard Reinke, que acabó siendo teólogo como su abuelo.

## Vida profesional
El 1 de abril de 1893 Reinke asumió su primer puesto académico como primer demostrador en el Instituto Anatómico de Rostock bajo la dirección del profesor Albert von Brunn. Reinke debió de imponerse profesionalmente, ya que sólo 4 meses después, en agosto, Reinke fue ascendido a profesor extraordinario de medicina.
En abril de 1895, el profesor von Brunn sufrió un paro cardíaco mortal, y Reinke fue nombrado director interino del Instituto Anatómico en su lugar. Ese mismo año se publicó la primera de sus dos publicaciones de referencia en anatomía laríngea, Untersuchung über das menschliche Stimmband (Investigación sobre el pliegue vocal humano), en la que describió las líneas arqueadas superior e inferior como límites del epitelio escamoso del pliegue vocal y de la capa de tejido que ahora lleva su nombre. El origen de su interés por la laringe sigue siendo oscuro. Se menciona que le motivó su interés por la laringe de los pájaros que cantaban frente a la ventana de su oficina.
Un año después, en 1896, Dietrich Barfurth (1849-1927), profesor de la Universidad de Dorpat, fue nombrado profesor titular y director del Instituto Anatómico, desplazando a Reinke. Dadas las circunstancias, no es de extrañar que Reinke y su sucesor no se llevaran bien. En octubre de 1900, Reinke fue ascendido de nuevo en la facultad de medicina, lo que provocó una mayor animosidad entre él y Barfurth. Al haber sido él mismo director interino, parece que a Reinke le costaba aceptar la autoridad de Barfurth y lo veía como un colega más que como un superior.
La disputa de Reinke con Barfurth no parece haber sido un hecho aislado. Reinke fue descrito como impetuoso, imprudente y grosero. Además, no eran infrecuentes los brotes de ira abrupta si se contradecía al Dr. Reinke. Como se ha mencionado anteriormente, Reinke renunció a su salario durante una infame disputa con Barfurth, que comenzó por la negativa de Reinke a preparar algunos fetos humanos como especímenes anatómicos.
La segunda publicación de Reinke sobre la laringe, Über die funktionelle Struktur der menschlichen Stimmlippen mit besonderer Berücksichtigung des elastischen Gewebes (Sobre la estructura funcional de las cuerdas vocales humanas con especial consideración del tejido elástico), data de este polémico periodo de su vida. Además de la lámina propia superficial de las cuerdas vocales, el otro epónimo de Reinke está ligado a los cristales encontrados en las células de Leydig de los testículos humanos y en las células hiliares del ovario humano. Sus publicaciones revelan un especial interés por la división celular, la embriología y las interacciones celulares. Un artículo, Beziehungen des Lymphdruckes zu den Erscheinungen der Regeneration und des Wachstums (Relaciones de la presión de la linfa con los fenómenos de la regeneración y el crecimiento), se inmiscuye en temas de la especialización del Dr. Barfurth, y quizá la investigación se emprendió como un reto para él.

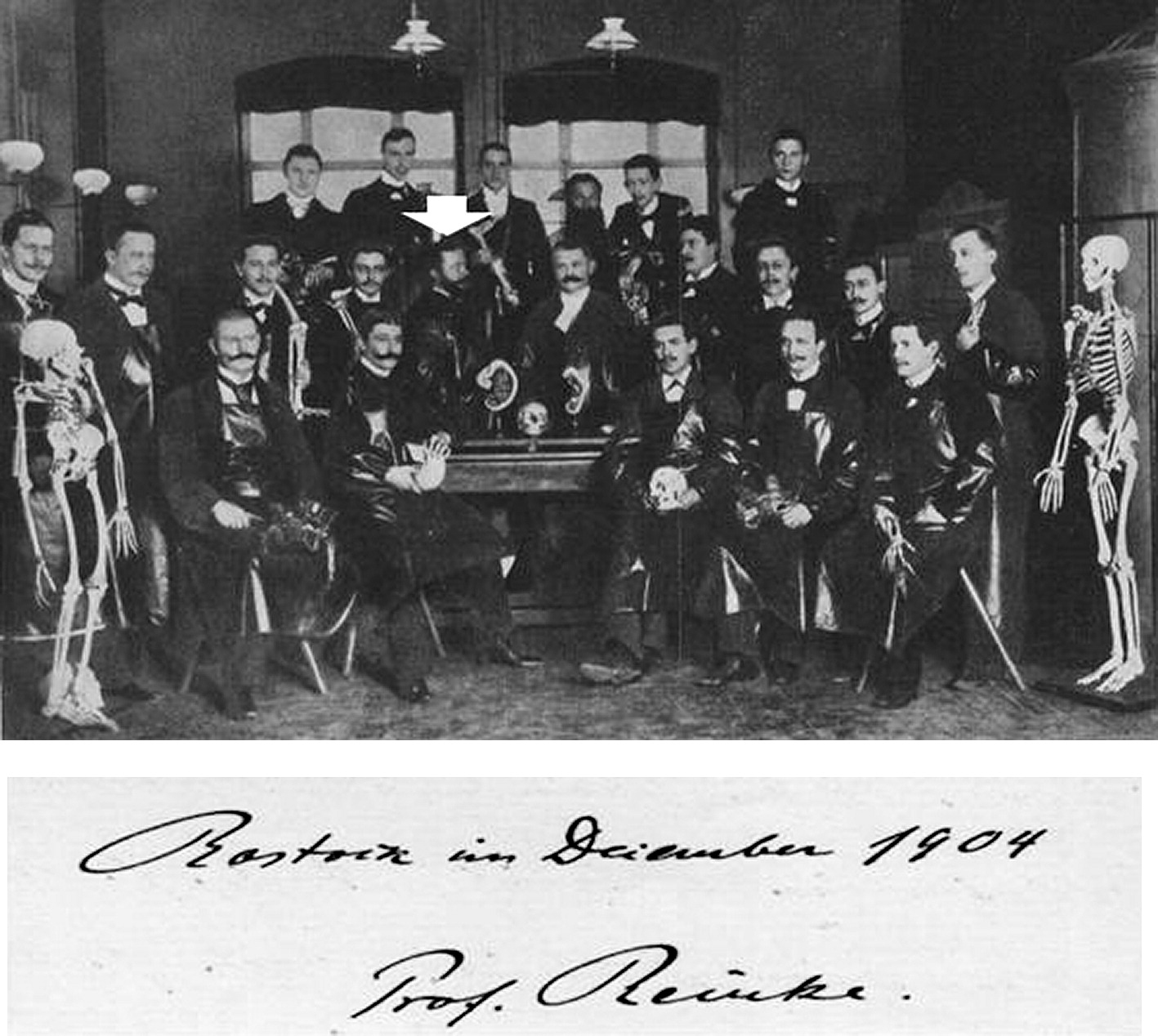
Reinke en 1904

Su dedicación al trabajo de investigación en detrimento de la enseñanza fue el último factor de irritación en su relación con Barfurth. El 1 de octubre de 1904, Barfurth suspendió a Reinke como demostrador del Instituto de Anatomía por mala conducta. Entre los motivos citados en su expediente personal se encuentran los roces con Barfurth, el abandono de sus responsabilidades docentes, la negativa a obedecer las instrucciones y su libre disposición para los días festivos y las vacaciones.

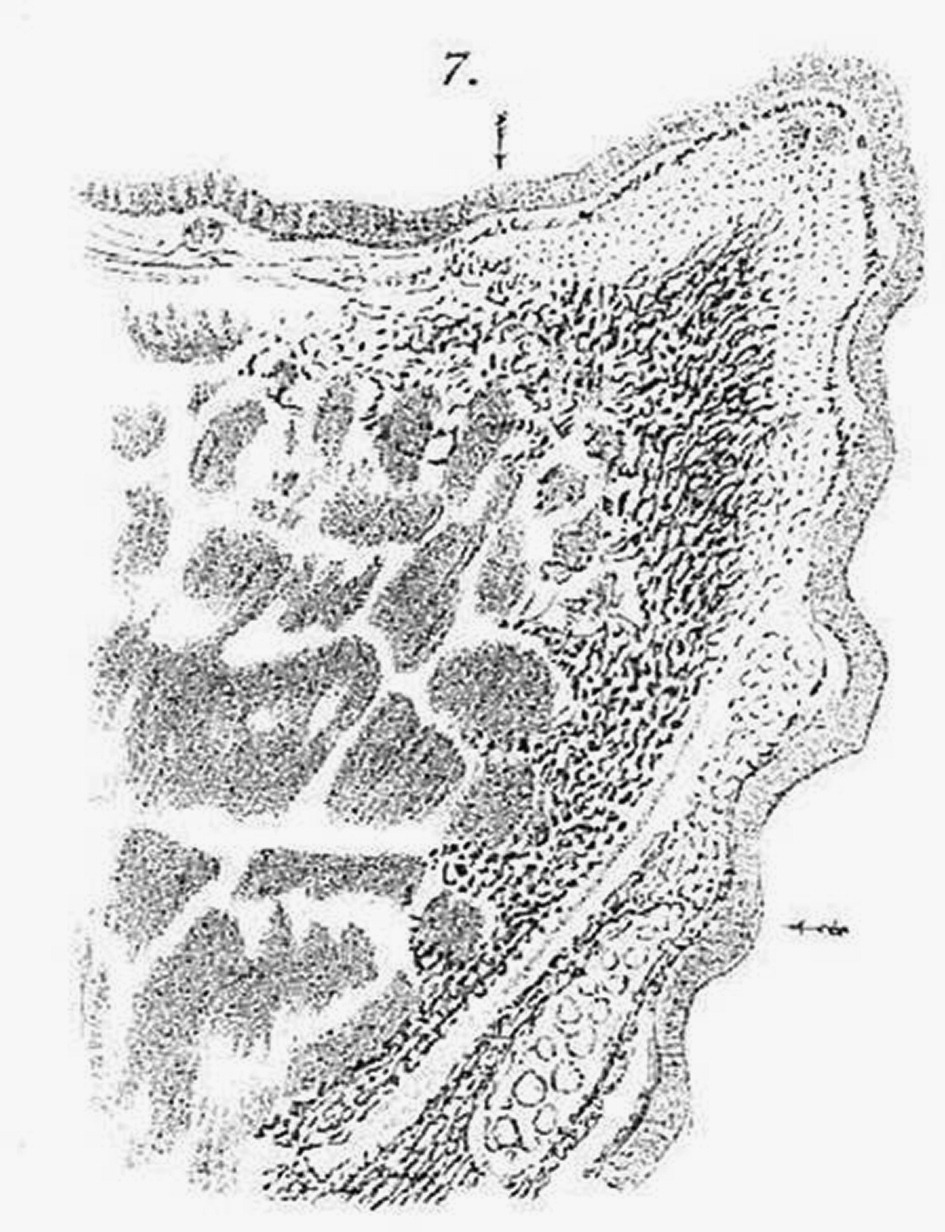
Sección transversal de la cuerda vocal por Reinke

En 1907, mientras seguía siendo profesor de medicina en Rostock, Reinke asumió un puesto de demostrador en el hospital urbano de Wiesbaden bajo la dirección del profesor Gotthold Herxheimer. Continuó sus investigaciones sobre la división celular y la formación de tumores y siguió publicando ampliamente. Finalmente, Reinke fue despedido de su cátedra en Rostock en marzo de 1914 en circunstancias poco claras, pero al parecer también como resultado de la intervención de Barfurth. Es evidente que sus esfuerzos profesionales se invirtieron en otro lugar en ese momento. Pasó a supervisar las operaciones del laboratorio de la Dr-Horst-Schmitt-Kliniken mientras la mayoría de sus colegas estaban de servicio militar durante la Primera Guerra Mundial.El 12 de mayo de 1919, a la edad de 58 años, Reinke murió de cáncer gástrico en el Paulinen Stift (Hospital Paulinen), una institución benéfica de Wiesbaden, una circunstancia que sugiere claramente que murió en la pobreza.

## Cronología
| Año  | Eventos importantes con el trabajo académico |
| ---- | --- |
| 1862 | - 11 de abril (11:45 horas): Nacido del reverendo Theodor Friedrich Julius Reinke y de la señora Elisabeth Henriette Karoline Gottfriede Juliane Reinke - 6 de mayo: Bautizado en la Catedral de Ratzeburg |
| 1875 | Asistió a la escuela secundaria Carolinum en Neustrelitz |
| 1882 | Asiste al instituto Große Stadtschule de Rostock |
| 1883 | Calificado para estudiar en la Große Stadtschule |
| 1884 | Estudió medicina en Goettingen y Kiel |
| 1887 | - Trabajó como ayudante del profesor Walther Flemming en Kiel - Untersuchungen über die Hornhautgebilde der Säugethierhaut (Investigaciones sobre las formaciones corneales de la piel de los mamíferos) |
| 1888 | Experimentelle Untersuchungen über die Proliferation und Weiterentwicklung von Leukozyten (Investigaciones experimentales sobre la proliferación y el avance en los leucocitos) |
| 1890 | Superó el examen médico estatal en Kiel |
| 1891 | - 28 de marzo: Licencia para ejercer la medicina - Finaliza su tesis doctoral, Untersuchungen über das Verhältnis der von Arnold beschriebenen Kernformen zur Mitose und Amitose (Investigaciones sobre la relación de las formas centrales con la mitosis y la amitosis descritas por Arnold) - Dejó Kiel para ir a Zúrich, donde se convirtió en asistente del Instituto de Patología de la Universidad de Zúrich, bajo la dirección del profesor Edwin Klebs |
| 1892 | Nombramiento como médico en prácticas en Dahmen (Mecklemburgo, Alemania) |
| 1893 | - 1 de abril: Nombrado primer demostrador en el Instituto Anatómico de la Universidad de Rostock bajo la dirección del profesor Albert von Brunn - Finaliza su Venia Legendi; tesis de habilitación postdoctoral Zellstudien (estudios celulares) - Agosto: Nombramiento como profesor externo en la Facultad de Medicina de la Universidad de Rostock - Über einige Versuche mit Lysol an frischen Geweben zur Darstellung histologischer Feinheiten (Sobre ensayos con lysol en tejidos frescos para la descripción de detalles histológicos) - Über einige weitere Resultate der Lysolwirkung an frischen Geweben zur Darstellung histologischer Feinheiten (Sobre otros resultados de los efectos del lisol en tejidos frescos para la descripción de detalles histológicos) |
| 1894 | Publicó su tratado de habilitación Zellstudien (Estudios celulares) |
| 1895 | - Abril: es nombrado director interino del Instituto Anatómico tras el repentino fallecimiento del profesor von Brunn. - Estudios celulares II. Teil (Estudios celulares. Parte II)1 - Die japanische Methode zum Aufkleben von Paraffinschnitten (El método japonés para la fijación de secciones de parafina) - Untersuchung über das menschliche Stimmband (Investigación sobre las cuerdas vocales humanas) - Untersuchungen über Befruchtung und Furchung des Eies der Echinodermen (Investigaciones sobre la fecundación y la escisión en el huevo de los equinodermos) |
| 1896 | - 1 de abril: Sustituido como director del Instituto Anatómico de la Universidad de Rostock por el profesor Dietrich Barfurth - Beiträge zur Histologie des Menschen I. Teil. Über Krystalloidbildungen in den interstitiellen Zellen des menschlichen Hodens (Contribuciones a la histología de los seres humanos, Parte I: Sobre la formación de cristaloides en las células intersticiales del testículo humano) |
| 1897 | Beiträge zur Histologie des Menschen. II. Teil. Über die funktionelle Struktur der menschlichen Stimmlippen mit besonderer Berücksichtigung des elastischen Gewebes (Contribuciones a la histología del ser humano, Parte II: Sobre la estructura funcional de las cuerdas vocales humanas con especial consideración del tejido elástico). |
| 1898 | Über direkte Kernteilung und Kernschwund der menschlichen Leberzellen (Sobre la división nuclear directa y la disminución nuclear de las células del hígado humano) |
| 1899 | Kurzes Lehrbuch der Anatomie des Menschen für Studirende und Aerzte mit genauster Berücksichtigung der Baseler anatomischen Nomenclatur (Breve libro de texto de anatomía humana para estudiantes y médicos con la más exacta consideración de la nomenclatura anatómica de Basilea) |
| 1900 | - 9 de octubre: Nombrado profesor extraordinario de medicina - Über den mitotischen Druck. Untersuchungen an den Zellen der Blutkapillaren der Salamanderlarve(Sobre la presión mitótica. Investigaciones sobre las células de los capilares sanguíneos de la larva de salamandra) - Zum Beweis der trajektoriellen Natur der Plasmastrahlungen. Ein Beitrag zur Mechanik der Mitose (Sobre la prueba de la naturaleza trayectorial de las radiaciones plasmáticas. Una contribución a la mecánica de la mitosis) |
| 1901 | Grundzüge der allgemeinen Anatomie. Zur Vorbereitung auf das Studium der Medizin nach biologischen esichtspunkten (Fundamentos de la anatomía general. Sobre la preparación para el estudio de la medicina sobre la base de criterios biológicos) |
| 1902 | - 12 de agosto: Casado con Julie Caroline Friederike Auguste Reinke, anteriormente von Zülow (19 de abril de 1869 - 26 de julio de 1942) en Kiel, Alemania - Die Regeneration der Linse und ihr Verhältnis zum Zweckbegriff (La regeneración de la lente y su relación con el concepto de propósito) |
| 1904 | - 2 de mayo: Nacimiento de un hijo, Hans Gebhard; bautizado el 3 de agosto en Nikolaikirche, Rostock, Alemania - 1 de octubre: Es despedido del Instituto Anatómico de la Universidad de Rostock por mala conducta y con la intervención del profesor Dietrich Barfurth |
| 1906 | - Beziehungen des Lymphdruckes zu den Erscheinungen der Regeneration und des Wachstums (Relaciones de la presión de la linfa con los fenómenos de regeneración y crecimiento) - Über die Beziehungen der Wanderzellen zu den Zellbrücken, Zelllücken und Trophospongien(Sobre la relación de las células en movimiento con los puentes celulares, los vacíos celulares y la trofosponia) |
| 1907 | - Se traslada a Wiesbaden y es nombrado primer demostrador en el hospital urbano bajo la dirección del profesor Gotthold Herxheimer - Die quantitative und qualitative Wirkung der Ätherlymphe auf das Wachstum des Gehirns der Salamanderlarve (El efecto cuantitativo y cualitativo de la linfa de éter en el crecimiento del cerebro de la larva de salamandra) - Über Antreibung und Hemmung mitotischer Zellteilung beim normalen und pathologischen Wachstum des Gewebes (Sobre la promoción e inhibición de la división celular mitótica en el desarrollo normal y patológico de los tejidos) - Über Methoden der Einwirkung auf die mitotische Kern- und Zellteilung (Sobre los métodos de efecto sobre el núcleo mitótico y la división celular)                        |
| 1908 | Durch Äther erzeugte, atypische Entwicklung des Gehirns der Salamanderlarve. Teil II (Desarrollo atípico del cerebro de la larva de salamandra producido por el éter. Parte II) |
| 1912 | Pathologie des Krebses (Patología del cáncer) |
| 1913 | Experimentelle Forschungen an Säugetieren über Erzeugung künstlicher Blastome (Investigación experimental en mamíferos sobre la producción de blastomas artificiales) |
| 1914 | 31 de marzo: Despedida de la cátedra de la Universidad de Rostock |
| 1919 | 12 de mayo: Falleció de cáncer gástrico en el Hospital Paulinen de Wiesbaden, Alemania. Le sobreviven su mujer y su hijo |

## Galería

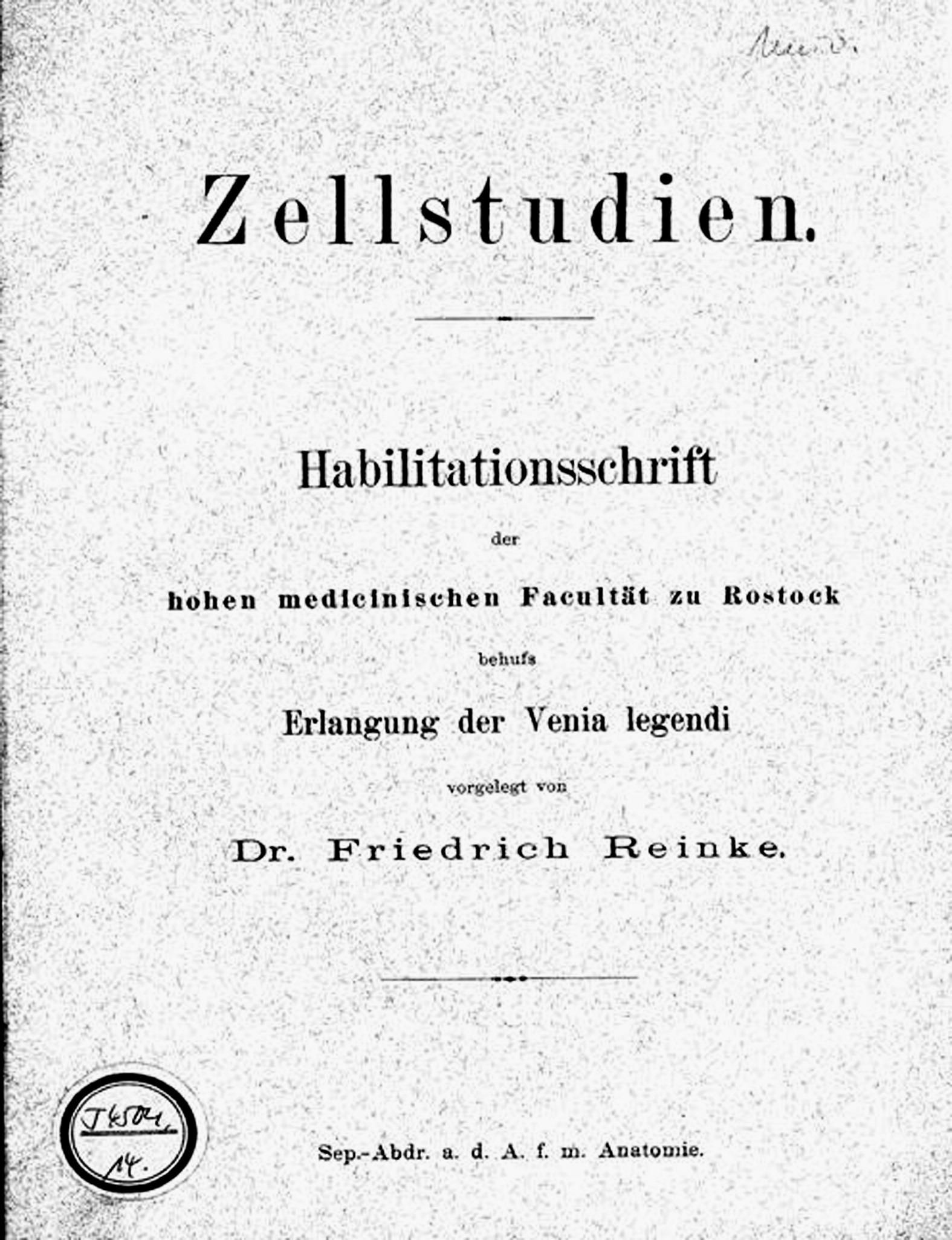
Portada del documento de calificación posdoctoral de Friedrich Reinke
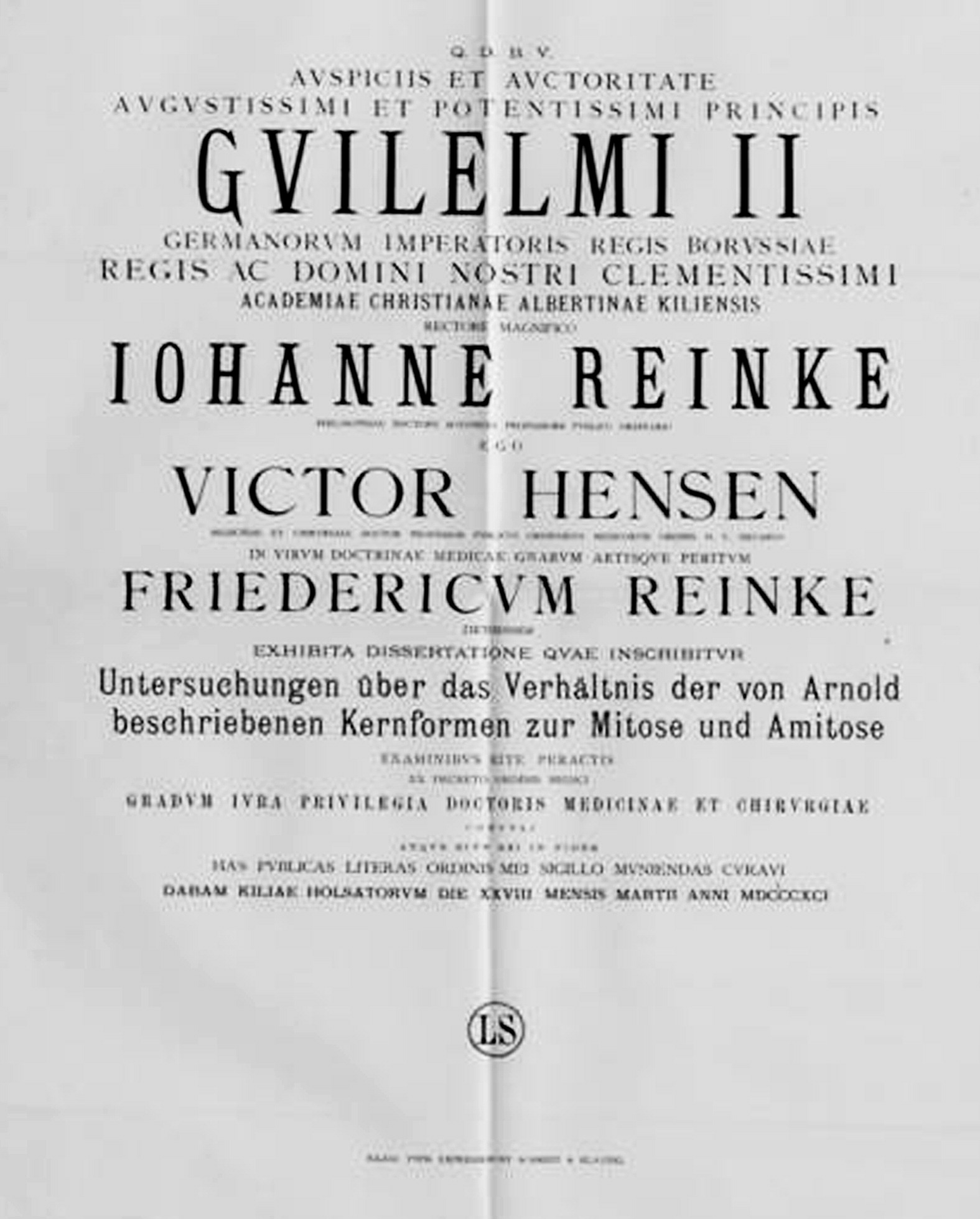
Documento de graduación de la escuela de medicina de Friedrich Reinke